# Попов, Александр Николаевич (строитель)
Александр Николаевич Попов (28 октября 1899, Гжатск — 10 декабря 1994, Москва) — советский учёный-строитель, кандидат технических наук, профессор, действительный член Академии строительства и архитектуры СССР (1956).

## Биография
Александр Николаевич Попов родился 28 октября 1899 года в Гжатске Смоленской области. В 1925 году окончил Московский институт инженеров путей сообщения.
Работал в области промышленного строительства в Госпромстрое, Промстройпроекте, Главстройпроекте НКГП, Госстрое СССР и в Министерстве промышленности строительных материалов. В 1937 году за работы в области проектирования промышленных зданий ему была присуждена учёная степень кандидата технических наук. В годы Великой Отечественной войны занимался организацией новой строительной базы на востоке СССР. В 1945 году ездил в командировку в США, итогом которой стала работа «Американское строительство» (1946).
Вернувшись в Москву, работал в Министерстве промышленности строительных материалов. Занимался работами по выпуску новых строительных материалов и конструкций. В должности начальника технического управления министерства руководил организацией «НИИ Железобетона». В 1945 году вместе с И. И. Гольденблатом и М. Г. Костюковским разработал новый метод расчёта строительных конструкций по предельным состояниям. В 1956 году был избран действительным членом и членом президиума Академии строительства и архитектуры СССР. С 1959 года — в должности постоянного советника Госстроя СССР по вопросам повышения уровня строительства промышленных зданий. На этой должности занимался в том числе разработкой СНиПа и альбома типовых деталей.
Спроектировал и построил здания санаториев в Новой Мацесте, Воронежский научный институт. Автор проектов реконструкции Большого и Мариинского театров.
С 1929 года параллельно с работой в проектных организациях занимался преподавательской деятельностью. Преподавал в МВТУ, МИИТе, Московской промышленной академии, МИИКСе и в МАрхИ. С 1961 года заведовал кафедрой конструкций промышленных зданий в МАрхИ.
Член Союза архитекторов СССР с 1940 года. Член правления Союза архитекторов СССР, член комиссии правления по индустриальному строительству. Председатель строительной секции методического совета Всесоюзного общества «Знание» и секции московского Дома учёных АН СССР.
В 1983 году вышел на пенсию. Умер в Москве 10 декабря 1994 года. Похоронен на Ваганьковском кладбище